# Sungai Puri
Sungai Puri is een bestuurslaag in het regentschap Bungo van de provincie Jambi, Indonesië. Sungai Puri telt 574 inwoners (volkstelling 2010).